# Richard von Capua
Richard von Capua (auch: Richard von Aversa, Richard Drengot oder Richard Quarrel; † 5. April 1078 bei Neapel) war ein normannischer Fürst in Unteritalien, Graf von Aversa (1049–1078) und Fürst von Capua (1059–1078).

## Leben
Richard war der Sohn des älteren Asclettin, der als einer der ersten Normannen italienischen Boden betreten und die Grafschaft Acerenza in Melfi zugesprochen bekommen hatte. Richard kam 1046, im selben Jahr wie Robert Guiskard (Robert de Hauteville), nach Unteritalien.
Amatus von Montecassino schreibt über ihn: „Zu dieser Zeit kam Richard ins Land, Asclettins Sohn, wohlgestalt und von edlem, stolzem Wuchs, jung, frisch und von strahlender Schönheit, so dass alle, die ihn sahen, ihn lieben mussten.“
Verheiratet war er in erster Ehe mit Fredesende von Hauteville, Tochter des Grafen Tankred von Hauteville, mit der er mehrere Kinder hatte. Jordan von Capua, Bartholomeus von Caleno und Jonathan von Carinola. Fredesende war die Schwester Robert Guiskards. In zweiter Ehe war er mit Gaitelgrima von Salerno verheiratet, der Schwester Sikelgaitas.

### Graf von Aversa
Schon 1030 war Richards Onkel Rainulf I., der Bruder des Vaters, von Sergius IV., Herzog von Neapel (1002–1036), mit der Grafschaft von Aversa belehnt worden.
Richards älterer Bruder Asclettin der Jüngere folgte 1045 seinem Onkel als Graf von Aversa, starb aber noch im selben Jahr. Nach dessen Tod wurde ein anderer Neffe Rainulfs I., Rainulf II. Tricanocte, aversianischer Graf (1045–1048). Rainulf II. sah in Richards Ankunft in Aversa eine Bedrohung seiner Stellung und trachtete danach, ihn so schnell wie möglich loszuwerden, und lenkte die Interessen des konkurrierenden Vetters Richard daher auf die apulischen Besitzungen in der Gegend um Acerenza und Genzano, die nach dem Tod Asclettins d. J. an Drogo aus dem Clan der Hauteville gefallen waren.
Richard freundete sich in dieser Zeit mit dem Bruder und späterem Nachfolger Drogos, Humfred an. Genzano war die erste Stadt, die Richard besetzen konnte, die ihm allerdings von einem Lehnsmann des Bruders ausgeliefert worden zu sein scheint. Hier vermochte Richard nun, einige Gefolgsleute um sich zu scharen.
Rainulf II. hinterließ bei seinem Tode 1048 nur seinen unmündigen Sohn Hermann. Daher versuchte Drogo, die Stadt in seinen Besitz zu bringen, indem er sich mit Waimar IV. von Salerno (auch Gaimar) verbündete und einen gewissen Wilhelm Bellabocca (auch Bellbouche) zum Vormund des Knaben und Verwalter der Grafschaft einsetzte. Richard war jedoch schon zuvor in eine Fehde mit Drogo um die apulischen Güter Asclettins geraten, womit der Drengot- und der Hauteville-Clan, die beiden mächtigsten Normannenfamilien in Unteritalien, endgültig aneinandergerieten. Im Fehdekampf wurde Richard gefangen und von Drogo festgesetzt, um der Bemächtigung Aversas nicht entgegenzustehen. Wilhelm Bellabocca wurde aber von der aversanischen Bevölkerung schnell vertrieben und auch Waimar IV. scheint sich für Richards Freilassung starkgemacht zu haben, sodass dieser 1049 Graf von Aversa wurde, zunächst als Regent für den kleinen Hermann, von dem man aber bald nicht mehr viel hörte.
Während die Asclettin-Nachfolger nun Richard zunehmend zu ihrem Führer machten, gelang im Hauteville-Clan Robert Guiskard der Aufstieg. In der Schlacht von Civitate 1053 fochten die beiden Normannenführer Seite an Seite.

### Fürst von Capua
Seit 1052 hatte Richard ein Auge auf das Fürstentum Capua geworfen, das bis 1050 von Pandulf IV. und danach von seinem Sohn Pandulf VI. regiert worden war. Dieser hatte wenig von der militärischen Kraft oder politischen Befähigung seines übelbeleumdeten Vaters. Nach dem Tod von Pandulf VI. 1057 ließ Richard die Stadt sofort belagern. Da Capua auf eine Belagerung nicht vorbereitet gewesen war, konnten die Einwohner den Normannen nicht lange standhalten.
Noch im selben Jahr belagerte und eroberte Richard auf einen Vorwand hin die Grafschaft Aquino, die zu Gaeta gehörte, weil der Herzog Atenulf von Gaeta sich geweigert hatte, die Morgengabe für die geplante Hochzeit der Tochter Richards mit dem Sohn Atenulfs zu leisten, denn dieser war kurz vor der Hochzeit gestorben. Ohne ein Anrecht zu besitzen, forderte er dennoch eine Morgengabe in Höhe von 5000 Sous. Während Aquino ausgehungert wurde, kam es auf Vermittlung des Abtes Desiderius von Monte Cassino zu einer Vereinbarung, in der Richard einer Verringerung der Forderung auf 4000 Sous zustimmte.
Auf dem Konzil von Melfi im August 1059 wurde Richard von Aversa von Papst Nikolaus II. förmlich mit dem Fürstentum belehnt während Robert Guiscard als Herzog von Apulien, Kalabrien und Sizilien eingesetzt wurde, um sie so zu Vasallen Roms zu machen. Beide Fürsten schworen dem Papst einen Treueeid und sicherten ihm ihre Unterstützung zu. Dieser beendete auf diese Weise die antinormannische Politik seiner Vorgänger, da er im Streit mit dem deutschen König Heinrich IV. und dem Gegenpapst Benedikt X. dringend Verbündete suchte.
Nach 1061 gliederte er die umliegenden kleineren Grafschaften durch Neuvergabe an seine Lehensleute in seine Herrschaft ein und brachte bis 1073 auch das Herzogtum Gaeta vollständig unter seine Kontrolle.

### Strategische Allianz mit dem Papsttum
Auch gegenüber Papst Alexander II., dem er militärische Hilfe bei dessen Inthronisierung leistete, wurde der Eid am 2. Oktober 1061 in Rom und gegenüber Papst Gregor VII. am 14. September 1073 in Capua erneuert. Die Annäherung an das Papsttum wurde durch Abt Desiderius von Montecassino, mit dem Richard bereits seit einigen Jahren in engem Kontakt war, vorbereitet. Die strategische Allianz führte zu einer großen Anzahl von Schenkungen und Übertragungen von Kirchen und Territorien an dieses wichtige Zentrum der Kirchenreform. Die päpstliche Politik betrachtete Richard immer auch als Gegengewicht zu Robert Guiscard. Das Verhältnis dieser beiden bedeutendsten normannischen Anführer war nach 1071 gespannt, da Richard, wohl um Suprematsansprüche Robert Guiscards abzuwehren, Aufstandsversuche der apulischen Grafen gegen den Herzog unterstützt hatte. Die Aussöhnung, vermittelt 1075/76 durch Abt Desiderius, ermöglichte dann gemeinsame militärische Aktionen zur Belagerung von Neapel und Salerno. Die normannische Expansionspolitik gegenüber dem Kirchenstaat führte zum Bann durch die Fastensynode 1078, der erst kurz vor dem Tod Richards gelöst wurde.